# Vattenskalle

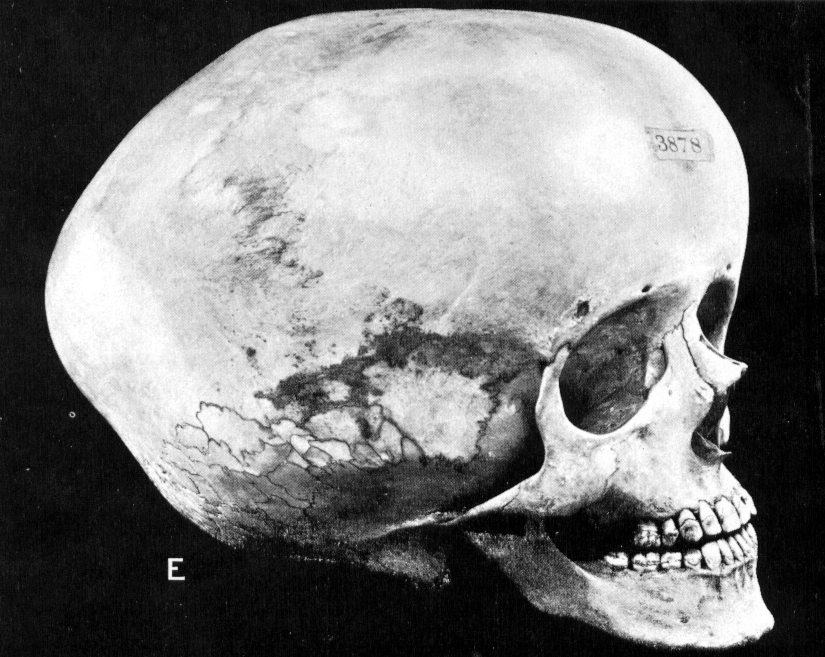
Kranium efter 25-årig man med hydrocefalus.

Vattenskalle eller hydrocefalus (hydrocephalus, latinisering av grekiska υδροκεφαλος hydrokephalos, av υδωρ hydōr, vatten, κεφαλη kephalē, skalle/huvud) är en sjukdom där volymen cerebrospinalvätska i centrala nervsystemet ökar eller det normala flödet av cerebrospinalvätskan hindras.

## Symptom
Sjukdomen leder till att trycket ökar i kraniet, vilket i sin tur kan leda till symptom som trötthet, huvudvärk, gångsvårigheter och inkontinens. Orsaken är ofta obstruktion av kanalerna i ventrikelsystemet, på grund av hjärntumör, blödning, blodpropp eller trauma. De som föds med ryggmärgsbråck föds även ofta med hydrocefalus (cirka 80 procent). Små barn med hydrocefalus riskerar att få ökat huvudomfång om tillståndet inte behandlas, eftersom fontanellerna inte slutit sig.
Äldre individer kan drabbas av en typ av hydrocefalus som kallas normaltryckshydrocefalus (NPH), där ingen uppenbar obstruktion i ventrikelsystemet påträffas. Den bakomliggande orsaken är ofta okänd men tillståndet kan orsakas av hjärnblödning, blodpropp eller infektioner. Prevalensen för NPH uppskattas till ca 3,7% bland individer över 65 år enligt en prospektiv populationsstudie från norra Sverige. Symptomen är gångrubbning, kognitiv störning samt urininkontinens. Det har visat sig att väsentlig del av patienter med NPH har en underliggande demenssjukdom, som exempelvis Alzheimer's sjukdom.

## Behandling
Symptomen av hydrocefalus kan bl.a. avhjälpas genom att en shunt opereras in. Man opererar in en tunn slang från insidan av skallbenet, ut genom ett hål i kraniet och ner i bukhålan. 
Ett annat sätt är en operation som heter endoskopisk ventrikulocisternostomi. Man öppnar då en ny ventrikelgång.
På så sätt minskar trycket i nervsystemet och patienten kan därigenom leva ett nästan normalt liv.